# Laski (powiat świebodziński)
Laski (niem. Friedrichsläsgen) – kolonia w Polsce położona w województwie lubuskim, w powiecie świebodzińskim, w gminie Lubrza, 2 km na zachód od miejscowości letniskowej Przełazy i 20 km od powiatowego miasta Świebodzin. Miejscowość położona jest na wschodnim krańcu Puszczy Rzepińskiej ciągnącej się aż do zachodniej granicy państwa. Do 31 grudnia 2016 pod nazwą Łaski.
Według danych z 1895 roku miejscowość zamieszkiwało 51 mieszkańców. W pobliżu kolonii znajduje się poniemiecki cmentarz z nagrobkami z XIX i XX wieku.
W latach 1975–1998 miejscowość należała administracyjnie do województwa zielonogórskiego.